# 台中市立文華高級中等学校
台中市立文華高級中学 （英語: Taichung Municipal Wen-Hua Senior High School、たいちゅうしりつぶんかこうきゅうちゅうとうがっこう）は台湾の台中市に位置する高級中等学校である。略称は文華高中とWHSHである。
付近は建設中の台中捷運烏日文心北屯線「文華高中駅」がある。理系、文系コースだけではなく、ダンスコースも全国的に有名な高校の一つである。1学年20クラスで合計60クラス、2400人余りの生徒が在籍し、敷地面積は36,722平方メートルある。

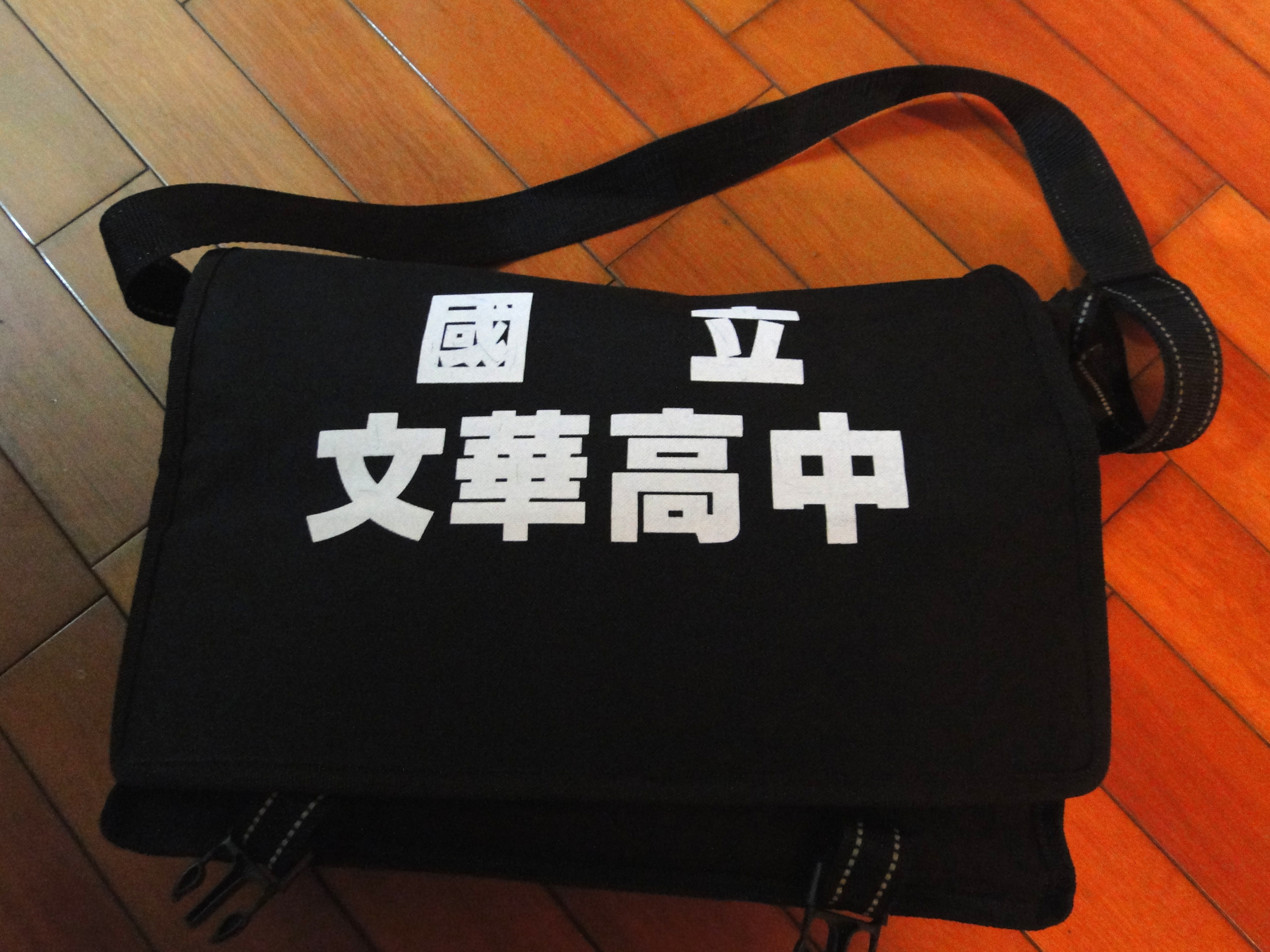
WHSH カバン

## 校史
- 1989年、開校。
- 2000年、国立に改編され「国立台中文華高級中学」と改称した。
- 2011年、教育部の「全国プレミアム高校」に指定されている。
- 2017年、台中市立に改編され「台中市立文華高級中等学校」と改称した。

## 歴代校長
| 代 | 名前   | 就任日 | 離任日 |
| -- | ------ | ------ | ------ |
| 1  | 陳時宗 | 1989年 | 1995年 |
| 2  | 蔡瑞榮 | 1995年 | 1999年 |
| 3  | 葉麗君 | 1999年 | 2004年 |
| 4  | 吳寶珍 | 2004年 | 2007年 |
| 5  | 劉永順 | 2008年 | 2012年 |
| 6  | 薛光豐 | 2012年 | 2018年 |
| 7  | 何富財 | 2018年 | 2022年 |
| 8  | 黃偉立 | 2022年 | 現職   |

## 建築
7つの主要な建物がある。
| 名前   | 建造年 | 用途               |
| ------ | ------ | ------------------ |
| 淳正楼 | 1991年 | 教室               |
| 恕人楼 | 1991年 | 教室               |
| 敏学楼 | 1990年 | 教室               |
| 善群楼 | 1990年 | 教室               |
| 科学館 | 1991年 | 教室               |
| 修業楼 | 1991年 | 図書館、講堂       |
| 進徳楼 | 1993年 | 体育館、ダンス教室 |

## 大学との連携
- 国立清華大学
- 国立中興大学
- 東海大学 (台湾)
- 亜洲大学
- 逢甲大学
- 中信金融管理学院
- 国立曁南国際大学

## 高校との連携
Taichung Big Five
- 台中市立台中女子高級中等学校
- 台中市立台中第一高級中等学校
- 台中市立台中第二高級中等学校
- 国立中興大学附属高級中学

## 学生と文化交流
- アメリカ合衆国Pacific Ridge School
- アメリカ合衆国District of Columbia International School
- 韓国世宗国際高級中等学校
- マレーシアTsun Jin High School
- スイスLeysin American School
- ドイツFriedrich-Schiller-Gymnasium Marbach[3]
- 日本上田西高等学校[4]